# كامان كيه-1125
كامان كيه-1125 (بالإنجليزية: Kaman K-1125)‏ هي مروحية أنتجت في 1962 بالولايات المتحدة. من صناعة كامان للطائرات. كان أول طيران لها في 1962. دخلت الخدمة في صنع منها نموذج واحد فقط، صنع منها 1 طائرة.